# Parkabtei

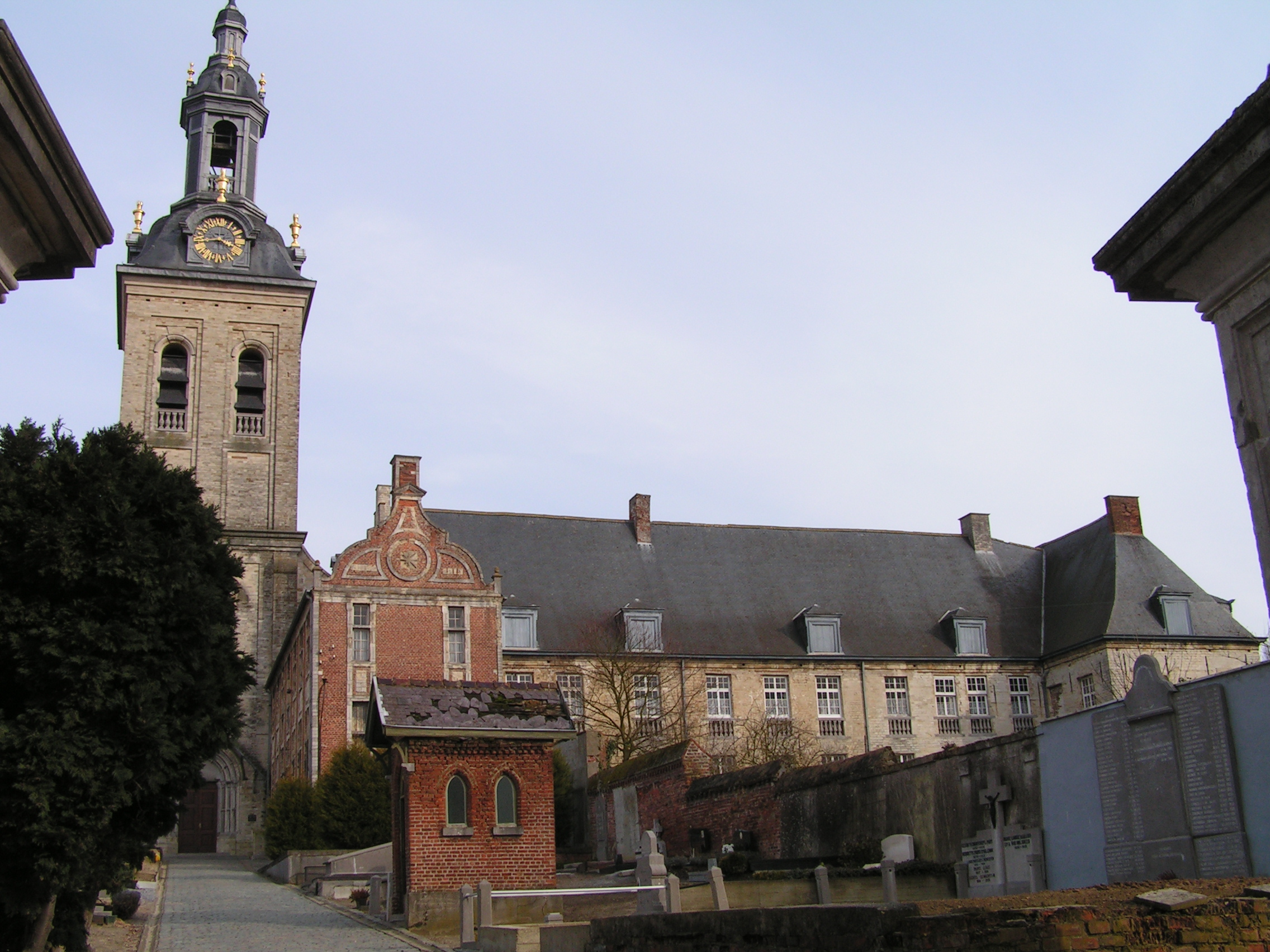
Parkabtei

Die Parkabtei (niederländisch Abdij van ’t Park, Parkabdij, Norbertijnerabdij te Heverlee oder Abdij van Park) ist eine Prämonstratenserabtei in Heverlee, einer Teilgemeinde Löwens in Belgien.

## Geschichte

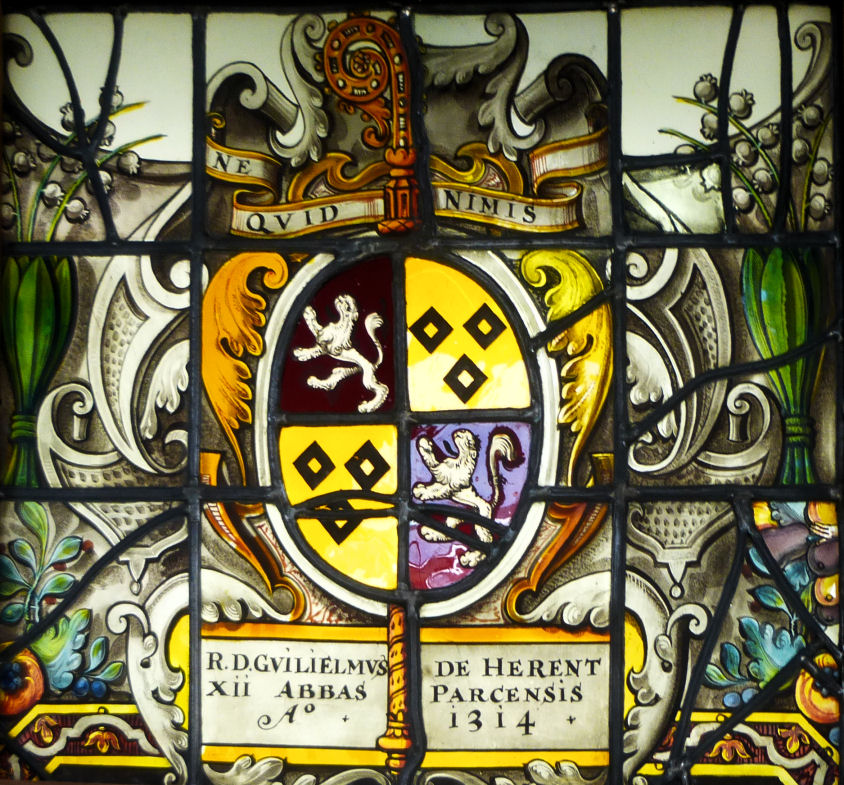
Abt Guillelmus Herent

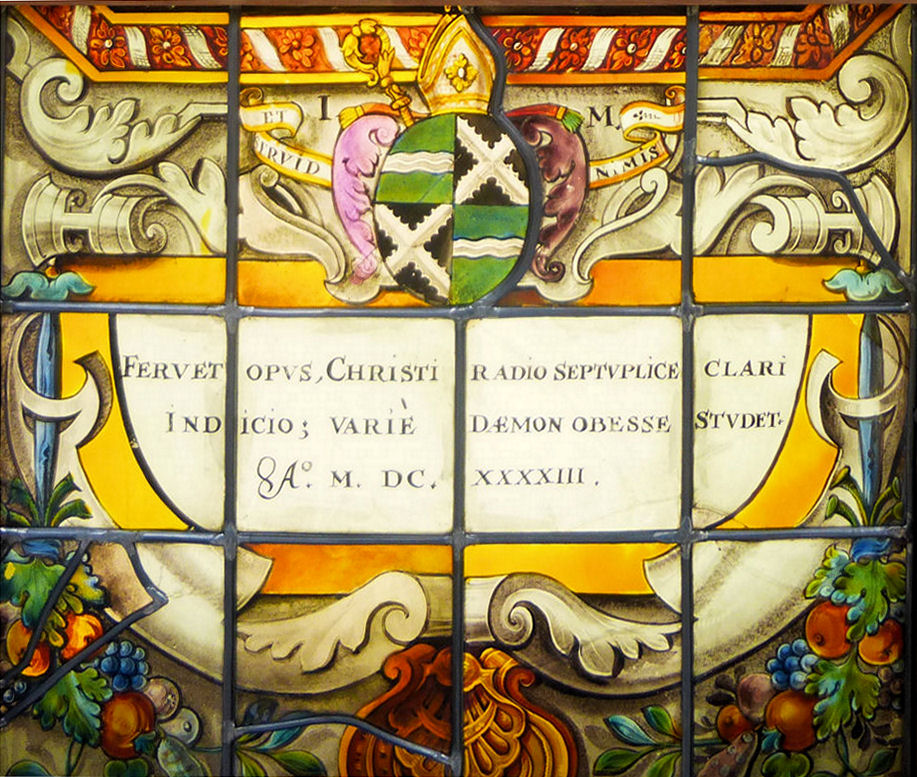
Abt Johannes Masius

Im Jahre 1129 wandte sich Gottfried I. der Bärtige, Graf von Löwen und Herzog von Niederlothringen, an den Abt der Prämonstratenserabtei St. Martin in Laon, Frankreich, mit der Bitte, in der Nähe von Löwen eine Abtei zu gründen. Der Graf stiftete zu diesem Zweck einen Park und ein Jagdschloss; sein Meier Tyetdelinus schenkte dem Orden eine Wassermühle und einige angrenzende Felder.
Bald zogen die ersten Chorherren im Schloss ein, und innerhalb weniger Jahre entwickelte sich die Stiftung zu einer Abtei. Zwölf Jahre nach der Gründung wurde die Parkabtei zum von der Mutterabtei selbstständigen Haus erklärt, und die Chorherren konnten ihren ersten eigenen Abt – Sirnon de Saint-Maurice – wählen. Die Abtei bekam den Beinamen „Conventus Sanctae Mariae de Parco“, wird jedoch bis zum heutigen Tag im Volksmund nur Parkabtei genannt.

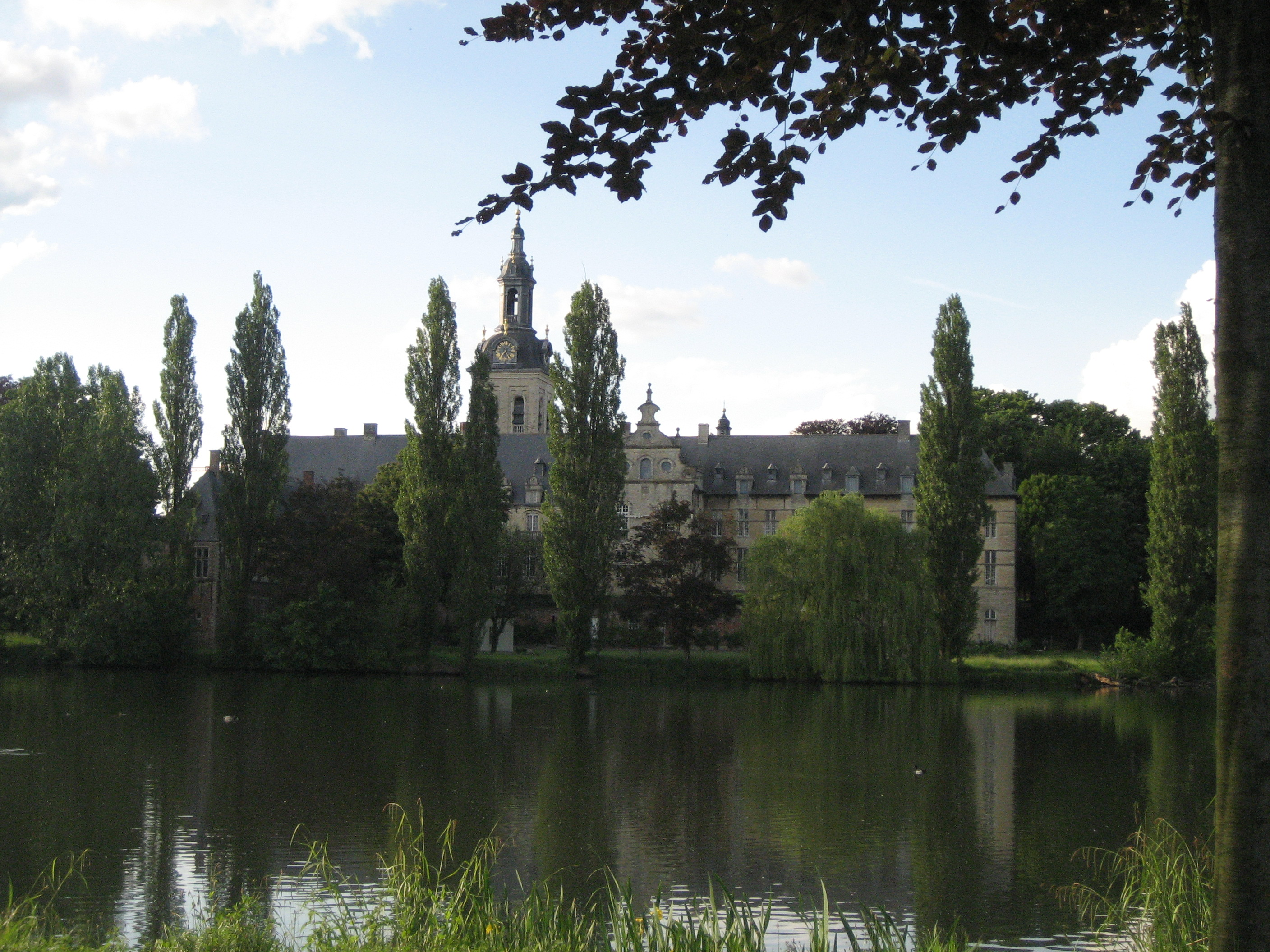
Die Fischteiche der Abtei

Unter Abt Willem van Luurbeek (1289–1306) wurde die erste Abteikirche im romanischen Stil gebaut. Sein Nachfolger ließ im Süden der Abtei Teiche für die Fischzucht graben. Fisch war für die Prämonstratenser, die zwei Drittel des Jahres kein Fleisch essen durften, ein wichtiges Nahrungsmittel.
Wilhelm I. von Oranien-Nassau machte die Abtei 1572 während der Belagerung Löwens zu seinem Hauptquartier. Die Situation im Kloster wurde schließlich so gefährlich, dass die Chorherren in Löwen Zuflucht suchen mussten.
Im 17. Jahrhundert prägten die Äbte Jan Druys (Drusius) und Jan Maes (Masius) das klösterliche Leben in der Abtei. Die Chorherren widmeten sich verstärkt der Wissenschaft und studierten Theologie an der Universität Löwen. Abt Drusius manifestierte als Visitator der Löwener Universität die gesellschaftliche Vordenkerrolle der Äbte der Parkabtei.
Ende des 17. Jahrhunderts unter Abt Libert de Pape florierte die Abtei dank der günstigen Auswirkungen der Gegenreformation. Die Landwirtschaft brachte dem Kloster Wohlstand, und der Abt ließ ein Gehöft mit Scheune errichten. Ende des 18. Jahrhunderts zählte die Parkabtei zu den reichsten Abteien des Landes.
Von 1719 bis 1730 ließ Prälat Hieronymus de Waerseggere die Tore, die Kirche und die Prälatur im klassizistischen Stil renovieren. In der Abtei wohnten zu dieser Zeit 48 Chorherren – eine Zahl, die seither nicht mehr erreicht wurde.
1786 erließ Kaiser Joseph II. im Zuge seiner Politik der Aufhebung aller kontemplativen Orden ein Dekret, dem zufolge alle Theologiestudenten ihre Studien an einem neuen Generalseminar in Löwen absolvieren mussten. Die Chorherren aus der Parkabtei weigerten sich, da sie das Studienangebot des neuen Seminars ablehnten, und 1789 wurde die Abtei nach wiederholten obrigkeitlichen Drohungen durch den Kaiser aufgelöst. Die Prämonstratenser mussten die Abtei verlassen, und 660 Soldaten wurden in den Gebäuden stationiert. Das Kloster wurde geplündert und die Besitzungen verkauft. Durch die Brabanter Revolution konnte das österreichische Regime jedoch zeitweise vertrieben werden, und 1790 konnte sich die Parkabtei wieder aufrichten.
1794 erlebte die österreichische Armee ihre endgültige Niederlage gegen die französischen revolutionären Truppen, und die südlichen Niederlande fielen an Frankreich. Das neue Regime verbot jede Glaubensbezeugung in der Öffentlichkeit, und den Chorherren fiel das Leben zunehmend schwerer. Belastungen durch den Krieg zwangen die Abtei außerdem dazu, einige Immobilien zu verkaufen. Im Jahre 1797 wurden die Chorherren schließlich durch französische Truppen aus dem Kloster vertrieben, und die Parkabtei wurde Staatseigentum. Durch einen Mittelsmann gelang es den Prämonstratensern, einen Teil der Abtei zurückzukaufen, aber sie durften die Gebäude nicht mehr als Gemeinschaft bewohnen. 1828 verkauften die Chorherren alle Kunstschätze und Bücher der Abtei, da sie eine Wiederherstellung des klösterlichen Lebens mittlerweile für unmöglich hielten.
1836 konnte die Abtei schließlich doch wieder eröffnet werden, aber die 1797 verstaatlichten Teile des Klosters waren bereits verkauft worden und konnten durch die Chorherren wegen Geldknappheit nicht zurückgekauft werden. Abt Franciscus Versteylen belebte das Kloster neu, und Ende des 19. Jahrhunderts gelang es den Chorherren sogar, eine Mission in Brasilien zu stiften.
Heute lebt noch eine kleine Zahl Prämonstratenser im Kloster und setzt dort die klösterliche Tradition fort. 2003 wurden große Teile der Abtei in Erbpacht an die Stadt Löwen gegeben, da dem Konvent die finanziellen Mittel für die unter anderem an den Wassermühlen notwendigen Renovierungsarbeiten fehlten.

## Bauwerke

### Norbertustor

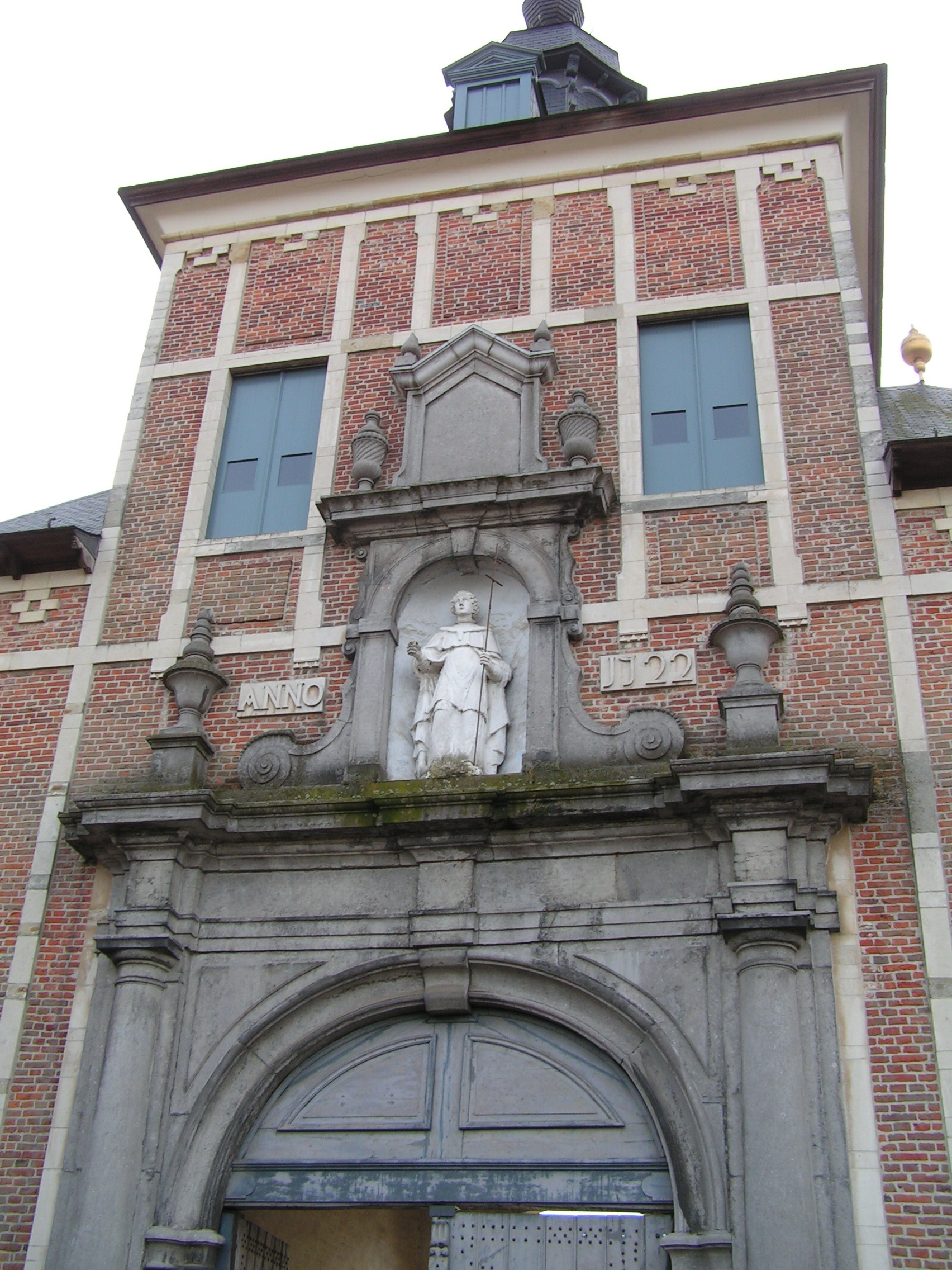
Norbertustor

Das Norbertustor befindet sich neben der Friedhofsmauer. Ursprünglich stammt das Gebäude aus dem 17. Jahrhundert, wurde jedoch in den 20er Jahren des 18. Jahrhunderts umgebaut und durch eine monumentale Toreinrahmung dem klassizistischen Stil angepasst. Die durchgezogenen Fensterfassungen geben dem Tor eine Fachwerkoptik. Auf der den Feldern zugewandten Seite befindet sich in einer Nische oberhalb des Torbogens eine aus weißem Stein gehauene Statue des Ordensgründers Norbert von Xanten, die den Besucher daran erinnern soll, dass er ein Norbertiner- bzw. Prämonstratenser-Kloster betritt. Das Dach wurde ursprünglich von vier vergoldeten und heute verschwundenen Ziervasen geschmückt.

### Kirche
1131 wurde an der Stelle der heutigen Abteikirche eine einfache romanische Kapelle errichtet. Im 13. Jahrhundert wurde das Gotteshaus dann in eine schlichte romanische Kirche umgebaut. 1628 folgte die nächste größere Veränderung: Abt Drusius ließ unter dem Chor eine Krypta bauen, in der die Äbte beigesetzt wurden. Ende des 18. Jahrhunderts zu Zeiten Kaiser Josefs II. wurde diese Grabkammer aber wieder geschlossen. Abt de Waerseggere ließ im Zuge der Renovierung des Klosters auch die Kirche im klassizistischen Stil erneuern. Die romanischen Säulen wurden entfernt, die Seitenschiffe hochgezogen und Oberlichter angebracht. Der nördliche Querarm wurde abgebrochen, der südliche zur Sakristei umfunktioniert. Auch das Mobiliar im Inneren wurde grundlegend verändert. Der Brüsseler Bildhauer Jacques Bergé schuf einen barocken Altar mit einem Portikus aus Lindenholz. Darüber hängt das Gemälder „Die Geburt Jesu“ von Erasmus Quellinus I. aus dem 17. Jahrhundert.
Die große Orgel aus dem Jahr 1853 wurde während eines Brandes 1985 schwer beschädigt und ist nicht mehr bespielbar.

### Haus des Provisors

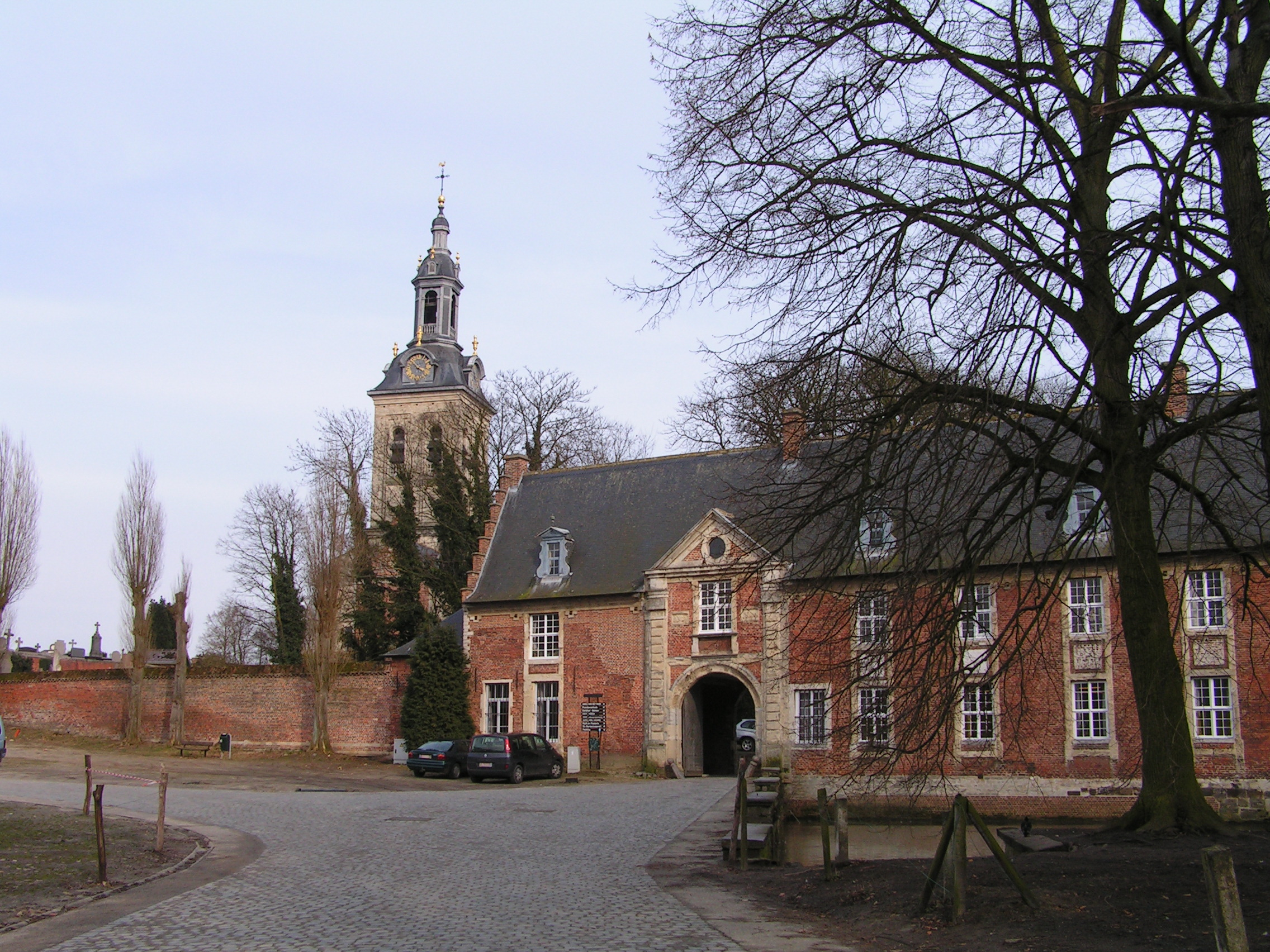
Haus des Provisors

Der Provisor war (und ist) ein Chorherr der Abtei, der für die weltlichen Angelegenheiten zuständig war. Er inspizierte die Ländereien, Wälder und Weiden und empfing in seinem Büro Handwerker, Architekten und Pächter. Das Haus im Back- und Sandsteinstil mit Treppengiebeln an Nord- und Südseite wurde im 17. Jahrhundert erbaut. Zu Beginn des 18. Jahrhunderts wurde es – wie viele andere Gebäude des Klosters – im klassizistischen Stil umgebaut. Rechts vor dem Haus befindet sich ein zur Zeit Abts Libert de Pape angelegtes Wasserbecken an dem das Vieh getränkt wurde. In den 1980er Jahren wurde das Gebäude gründlich renoviert und beherbergt heute Seminarräume.

### Friedhof
Neben der Kirche befindet sich der Friedhof, wo Löwener Prominente ihre letzte Ruhestätte finden. Die Namen auf den Grabsteinen erinnern an die Geschichte der Stadt und der Katholischen Universität Löwen. Bis zum heutigen Tag werden auf dem Friedhof Beisetzungen abgehalten. Viele historische Grabsteine und Monumente sind gut erhalten und Anziehungspunkt für Besucher.

## Lage
Die Abtei liegt im Südosten Löwens außerhalb des Stadtrings, südlich des Philips-Werks in der Nähe der Zugstrecke nach Lüttich und Deutschland. Sie ist mit dem Auto über die Autobahn A3, Abfahrt 23 (Haasrode) zu erreichen.